# George Boyd
George Jan Boyd (Chatham, 2 de outubro de 1985) é um futebolista inglês de ascendência escocesa que atua como meio-campo. 

## Carreira
Boyd começou a carreira no Charlton Athletic em 2000. Depois, ele jogou no Stevenage, Peterborough United, Nottingham Forest (por empréstimo), e no Hull City. Em 1 de setembro de 2014, Boyd assinou um contrato de três anos com o Burnley.